# Morti nel 1822
| Questa pagina contiene informazioni ricavate automaticamente dalle voci biografiche con l'ausilio del template Bio e di un bot. L'aggiornamento è periodico e automatico e ricostruisce completamente la pagina. Se manca una persona in questa lista, sei pregato di non aggiungerla, ma accertati piuttosto che la sua voce biografica contenga il template Bio e che i dati anagrafici siano correttamente compilati. Se il template Bio manca, inseriscilo tu stesso o, in alternativa, metti l'avviso {{tmp\|Bio}} che ne segnala la mancanza. Se i dati riportati sono sbagliati, correggi direttamente la voce biografica; le modifiche saranno visibili in questa lista entro pochi giorni. Per chiarimenti vedi il progetto biografie. La lista contiene solo le 178 persone che sono citate nell'enciclopedia e per le quali è stato implementato correttamente il template Bio. Pagina aggiornata al 2 ago 2025. |

## Gennaio(9)
- 4 gennaio - Clemente di Sassonia, principe sassone (n. 1798)
- 10 gennaio - Jacques Louis François Delaistre de Tilly, generale francese (n. 1749)
- 10 gennaio - Batilde di Borbone-Orléans, nobile francese (n. 1750)
- 11 gennaio - Nicola Onorati, religioso e agronomo italiano (n. 1764)
- 12 gennaio - Johann Gottlob Schneider, filologo classico e naturalista tedesco (n. 1750)
- 18 gennaio - Adeodato Ressi, economista e patriota italiano (n. 1768)
- 22 gennaio - Ignazio Michele IV Daher, patriarca cattolico ottomano (n. 1761)
- 25 gennaio - Maria Lullin, entomologa svizzera (n. 1751)
- 31 gennaio - Rudolf Schadow, scultore tedesco (n. 1786)

## Febbraio(9)
- 3 febbraio - Benedetto Piossasco di None, generale italiano (n. 1741)
- 5 febbraio - Alì Pascià di Tepeleni, politico e militare albanese
- 10 febbraio - Alberto di Sassonia-Teschen, principe tedesco (n. 1738)
- 13 febbraio - Bartolomeo Lorenzi, abate e poeta italiano (n. 1732)
- 19 febbraio - Jerónimo Francisco de Lima, compositore portoghese (n. 1743)
- 23 febbraio - Johann Matthäus Bechstein, etologo, ornitologo e botanico tedesco (n. 1757)
- 25 febbraio - William Pinkney, politico e diplomatico statunitense (n. 1764)
- 27 febbraio - John Borlase Warren, ammiraglio e politico britannico (n. 1753)
- 27 febbraio - Adolphus Ypey, botanico olandese (n. 1749)

## Marzo(14)
- 1º marzo - Luigi Vincenzo Cassitto, teologo italiano (n. 1766)
- 2 marzo - Jean de Mannoury d'Ectot, inventore francese (n. 1777)
- 3 marzo - Fleury, attore teatrale francese (n. 1750)
- 3 marzo - Franz Anton von Zauner, architetto austriaco (n. 1746)
- 9 marzo - Edward Daniel Clarke, mineralogista e naturalista inglese (n. 1769)
- 9 marzo - Caleb Hillier Parry, medico inglese (n. 1755)
- 10 marzo - Józef Wybicki, patriota, politico e poeta polacco (n. 1747)
- 13 marzo - Motoki Shōzaemon, linguista e traduttore giapponese (n. 1767)
- 13 marzo - Carlo Pellegrini, vescovo cattolico italiano (n. 1736)
- 13 marzo - Giuseppe Venita, patriota italiano (n. 1744)
- 16 marzo - Jeanne Louise Henriette Campan, scrittrice francese (n. 1752)
- 19 marzo - Francesco Fontana, cardinale italiano (n. 1750)
- 29 marzo - Johann Wilhelm Hässler, compositore, organista e pianista tedesco (n. 1747)
- 30 marzo - Boris Andreevič Golicyn, ufficiale russo (n. 1766)

## Aprile(13)
- 2 aprile - Uesugi Harunori, giapponese (n. 1751)
- 3 aprile - Friedrich Justin Bertuch, editore e scrittore tedesco (n. 1747)
- 5 aprile - Aleksej Kirillovič Razumovskij, politico russo (n. 1748)
- 7 aprile - Bartolomeo Malizia, teologo italiano
- 8 aprile - Juan de la Cruz Mourgeón, generale spagnolo
- 9 aprile - Francisco Novella Azabal Pérez y Sicardo, generale spagnolo (n. 1769)
- 13 aprile - Serafino Morazzone, presbitero italiano (n. 1747)
- 13 aprile - Gaetano Valeri, organista e compositore italiano (n. 1760)
- 14 aprile - Angélique D'Hannetaire, attrice teatrale e soprano francese (n. 1749)
- 16 aprile - Jean-François Heurtier, architetto francese (n. 1739)
- 16 aprile - Dmitrij Grigor'evič Levickij, pittore russo (n. 1735)
- 19 aprile - Franz Xaver von Salm-Reifferscheidt-Krautheim, cardinale austriaco (n. 1749)
- 30 aprile - Giacomo Baccari, presbitero e architetto italiano (n. 1756)

## Maggio(11)
- 8 maggio - John Stark, generale statunitense (n. 1728)
- 10 maggio - Paolo Ruffini, matematico e medico italiano (n. 1765)
- 11 maggio - Gérard van Spaendonck, pittore e incisore olandese (n. 1746)
- 13 maggio - Giuseppe Vernazza, storico, epigrafista e politico italiano (n. 1745)
- 14 maggio - Daniel Lescallier, politico francese (n. 1743)
- 16 maggio - Maksim Maksimovič Alopeus, diplomatico russo (n. 1748)
- 17 maggio - Augusto di Sassonia-Gotha-Altenburg, sovrano e scrittore (n. 1772)
- 17 maggio - Armand Emmanuel du Plessis de Richelieu, politico e diplomatico francese (n. 1766)
- 22 maggio - Charles Lefebvre-Desnouettes, generale francese (n. 1773)
- 25 maggio - Friedrich Benjamin Osiander, medico tedesco (n. 1759)
- 25 maggio - Elizabeth Wrottesley, nobildonna inglese (n. 1745)

## Giugno(15)
- 1º giugno - René Just Haüy, mineralogista, cristallografo e religioso francese (n. 1743)
- 3 giugno - Vittore Benzon, poeta e attore teatrale italiano (n. 1779)
- 3 giugno - Antonio Savazzini, pittore italiano (n. 1766)
- 5 giugno - Stephen Kemble, attore teatrale inglese (n. 1758)
- 10 giugno - Biagio Bartalini, botanico e medico italiano (n. 1746)
- 15 giugno - Horatio Walpole, II conte di Orford, nobile e politico inglese (n. 1752)
- 20 giugno - Eugenio Federico di Württemberg, nobile (n. 1758)
- 25 giugno - Denzen Aōdō, pittore e incisore giapponese (n. 1748)
- 25 giugno - Ernst Theodor Amadeus Hoffmann, scrittore, compositore e pittore tedesco (n. 1776)
- 26 giugno - Giovanni Antonio Cassitto, patriota, scrittore e filologo italiano (n. 1763)
- 26 giugno - Anton Franz Lamberg-Sprintzenstein, diplomatico e collezionista d'arte austriaco (n. 1740)
- 26 giugno - Giulio Perticari, poeta e scrittore italiano (n. 1779)
- 28 giugno - Francis Ingram-Seymour-Conway, II marchese di Hertford, nobile e politico britannico (n. 1743)
- 28 giugno - Francesco Morelli, fantino italiano (n. 1788)
- 29 giugno - Pietro Minghelli, pittore e decoratore italiano (n. 1780)

## Luglio(9)
- 2 luglio - Heinrich Joseph Schütz, incisore e disegnatore tedesco (n. 1760)
- 3 luglio - Giuseppe Lattanzi, scrittore, giornalista e poeta italiano (n. 1762)
- 8 luglio - Percy Bysshe Shelley, poeta britannico (n. 1792)
- 17 luglio - Hatice Sultan, principessa ottomana (n. 1768)
- 21 luglio - Maria Elisabetta di Thurn und Taxis, principessa tedesca (n. 1767)
- 23 luglio - Hieronymus von Colloredo-Mansfeld, generale austriaco (n. 1775)
- 23 luglio - Peter Durand, imprenditore inglese (n. 1766)
- 27 luglio - Eugenio II di Costantinopoli, arcivescovo ortodosso greco (n. 1780)
- 29 luglio - Angelo d'Ambrosio, generale italiano (n. 1774)

## Agosto(12)
- 4 agosto - Kristjan Jaak Peterson, poeta estone (n. 1801)
- 5 agosto - Pierre-François Bouchard, ufficiale francese (n. 1771)
- 11 agosto - Samuel Auchmuty, generale britannico (n. 1756)
- 12 agosto - Robert Stewart, II marchese di Londonderry, politico britannico (n. 1769)
- 13 agosto - Jean-Robert Argand, matematico svizzero (n. 1768)
- 14 agosto - Paolo Patrizio Fava Ghisilieri, arcivescovo cattolico italiano (n. 1728)
- 15 agosto - Domenico Buttaoni, vescovo cattolico italiano (n. 1757)
- 18 agosto - Armand-Charles Caraffe, pittore francese (n. 1762)
- 19 agosto - Jean-Baptiste Delambre, astronomo e matematico francese (n. 1749)
- 22 agosto - Juan Canaveris, avvocato e notaio italiano (n. 1748)
- 25 agosto - William Herschel, astronomo, fisico e compositore tedesco (n. 1738)
- 31 agosto - Nicola Riganti, cardinale e vescovo cattolico italiano (n. 1744)

## Settembre(13)
- 2 settembre - Abbondio Bernasconi, avvocato, notaio e politico svizzero (n. 1757)
- 4 settembre - Wenzel Joseph von Colloredo, generale austriaco (n. 1739)
- 4 settembre - Francisco Javier de Elío, generale spagnolo (n. 1767)
- 6 settembre - Carlo Andrea Pelagallo, cardinale e vescovo cattolico italiano (n. 1747)
- 10 settembre - Giovanni Battista Venturi, fisico italiano (n. 1746)
- 11 settembre - François Augustin Reynier de Jarjayes, generale francese (n. 1745)
- 12 settembre - Michele Morelli, patriota e militare italiano (n. 1792)
- 12 settembre - Giuseppe Silvati, patriota e militare italiano (n. 1791)
- 16 settembre - Auguste Jean Ameil, generale francese (n. 1775)
- 22 settembre - Johann Ludwig Alexander von Laudon, generale russo (n. 1767)
- 23 settembre - Raffaele Longobardi, vescovo cattolico italiano (n. 1755)
- 24 settembre - Achille Etna Michallon, pittore francese (n. 1796)
- 26 settembre - Giulio Gabrielli il Giovane, cardinale italiano (n. 1748)

## Ottobre(15)
- 1º ottobre - Antonia Campi, soprano polacco (n. 1773)
- 3 ottobre - François Peyrard, matematico, traduttore e bibliotecario francese (n. 1760)
- 6 ottobre - Domenico Cotugno, medico, anatomista e chirurgo italiano (n. 1736)
- 6 ottobre - Filippo Severoli, generale italiano (n. 1762)
- 9 ottobre - Richard Earlom, incisore e pittore inglese (n. 1743)
- 11 ottobre - Louis-Pierre Deseine, scultore francese (n. 1749)
- 13 ottobre - Antonio Canova, scultore e pittore italiano (n. 1757)
- 16 ottobre - Dmitry Shervashidze, principe abcaso
- 16 ottobre - Eva Marie Veigel, ballerina austriaca (n. 1724)
- 17 ottobre - Giuseppe Andreoli, presbitero e patriota italiano (n. 1789)
- 19 ottobre - Augusto, IX duca di Croÿ, nobile e politico francese (n. 1765)
- 20 ottobre - Giuseppe Maria Soli, architetto e pittore italiano (n. 1747)
- 20 ottobre - Francesco Spannocchi Piccolomini, generale e nobile italiano (n. 1750)
- 25 ottobre - James Sowerby, illustratore e naturalista inglese (n. 1757)
- 26 ottobre - Mahmud Dramali Pascià, militare e politico albanese

## Novembre(13)
- 6 novembre - Claude Louis Berthollet, chimico e scienziato francese (n. 1748)
- 11 novembre - Bartolomeo Sestini, poeta italiano (n. 1792)
- 17 novembre - Francesco Gianni, poeta italiano (n. 1750)
- 17 novembre - Joaquim Machado de Castro, scultore portoghese (n. 1731)
- 18 novembre - Anton Teyber, organista e compositore austriaco (n. 1756)
- 19 novembre - Johann Georg Tralles, matematico e fisico tedesco (n. 1763)
- 22 novembre - Claude-Emmanuel Dobsen, magistrato e rivoluzionario francese (n. 1743)
- 22 novembre - Antonino Maresca, ambasciatore italiano (n. 1750)
- 24 novembre - Sof'ja Kostantinovna Clavone, greca (n. 1760)
- 26 novembre - Karl August von Hardenberg, nobile e politico prussiano (n. 1750)
- 28 novembre - Bartolomé Hidalgo, scrittore, poeta e drammaturgo uruguaiano (n. 1788)
- 28 novembre - Mulay Sulayman, sultano marocchino (n. 1760)
- 30 novembre - Hursid Pascià, militare e politico ottomano

## Dicembre(18)
- 3 dicembre - Halet Efendi, ambasciatore e politico ottomano (n. 1761)
- 4 dicembre - Friedrich Schlichtegroll, filologo, numismatico e giornalista tedesco (n. 1765)
- 6 dicembre - Giuseppe Gioeni, nobile, naturalista e vulcanologo italiano (n. 1747)
- 7 dicembre - John Aikin, scrittore inglese (n. 1747)
- 8 dicembre - Pietro Petrini, fisico e inventore italiano (n. 1785)
- 9 dicembre - François André Dejean, vescovo cattolico francese (n. 1748)
- 10 dicembre - Bertrand Andrieu, medaglista francese (n. 1761)
- 12 dicembre - Gioacchino de Gemmis, vescovo cattolico italiano (n. 1746)
- 13 dicembre - Tommaso Conca, pittore italiano (n. 1734)
- 22 dicembre - Cipriano Pelli, pittore, politico e scenografo svizzero (n. 1750)
- 23 dicembre - Antonio de Sant'Anna Galvão, religioso e santo brasiliano (n. 1739)
- 26 dicembre - Giovanni Taddeo Farini, matematico italiano (n. 1778)
- 28 dicembre - Albert Christoph Dies, pittore, compositore e biografo tedesco (n. 1755)
- 30 dicembre - Narciso Coll y Prat, arcivescovo cattolico spagnolo (n. 1754)
- 30 dicembre - Giorgio Santi, naturalista, chimico e botanico italiano (n. 1746)
- 30 dicembre - Marija Alekseevna Senjavina, nobildonna russa (n. 1762)
- 30 dicembre - Giuseppe Viganoni, tenore italiano (n. 1754)
- 31 dicembre - Gideon Granger, politico statunitense (n. 1767)

## Senza giorno specificato(27)
- Vasile Aaron, poeta rumeno (n. 1770)
- Jacques Berger, pittore francese (n. 1754)
- Giuseppe Camporese, architetto italiano (n. 1761)
- Carlo Canobbio, compositore e violinista italiano (n. 1741)
- Antoine Cardon, pittore e incisore belga (n. 1739)
- Luigi Cheluzzi, avvocato e diplomatico italiano (n. 1764)
- Valerio Da Pos, poeta italiano (n. 1740)
- Antonio Del Fante, compositore italiano (n. 1770)
- James Dickson, botanico e micologo scozzese (n. 1738)
- Andrea Favi, compositore e organista italiano (n. 1743)
- Gesualdo Fuina, ceramista italiano (n. 1755)
- Hồ Xuân Hương, poetessa vietnamita
- Pëtr Petrovič Konovnicyn, nobile e generale russo (n. 1764)
- Ross Lang, generale britannico
- Charles Le Carpentier, scrittore e pittore francese (n. 1744)
- Omar Makram, politico egiziano (n. 1750)
- Carlo Mazziotta, patriota italiano (n. 1789)
- Francisco Montalvo y Ambulodi, politico e militare spagnolo (n. 1754)
- Nasuhzade Ali Pascià, ammiraglio ottomano
- Jan Niezer, mercante ghanese (n. 1756)
- Luigi Gaspare Peyri, generale italiano (n. 1758)
- Vasilij Stepanovič Popov, generale russo (n. 1743)
- Luigi Rusca, architetto svizzero (n. 1762)
- Americo Sbigoli, tenore italiano
- Maria di Belgorod, russa (n. 1740)
- Bernardo de Velasco, militare spagnolo (n. 1765)
- Lodovico Antonio Vincenzi, traduttore e scrittore italiano (n. 1750)